# 크레멘추크 쇼핑몰 공격
크레멘추크 쇼핑몰 공격에 관한 문서이다.

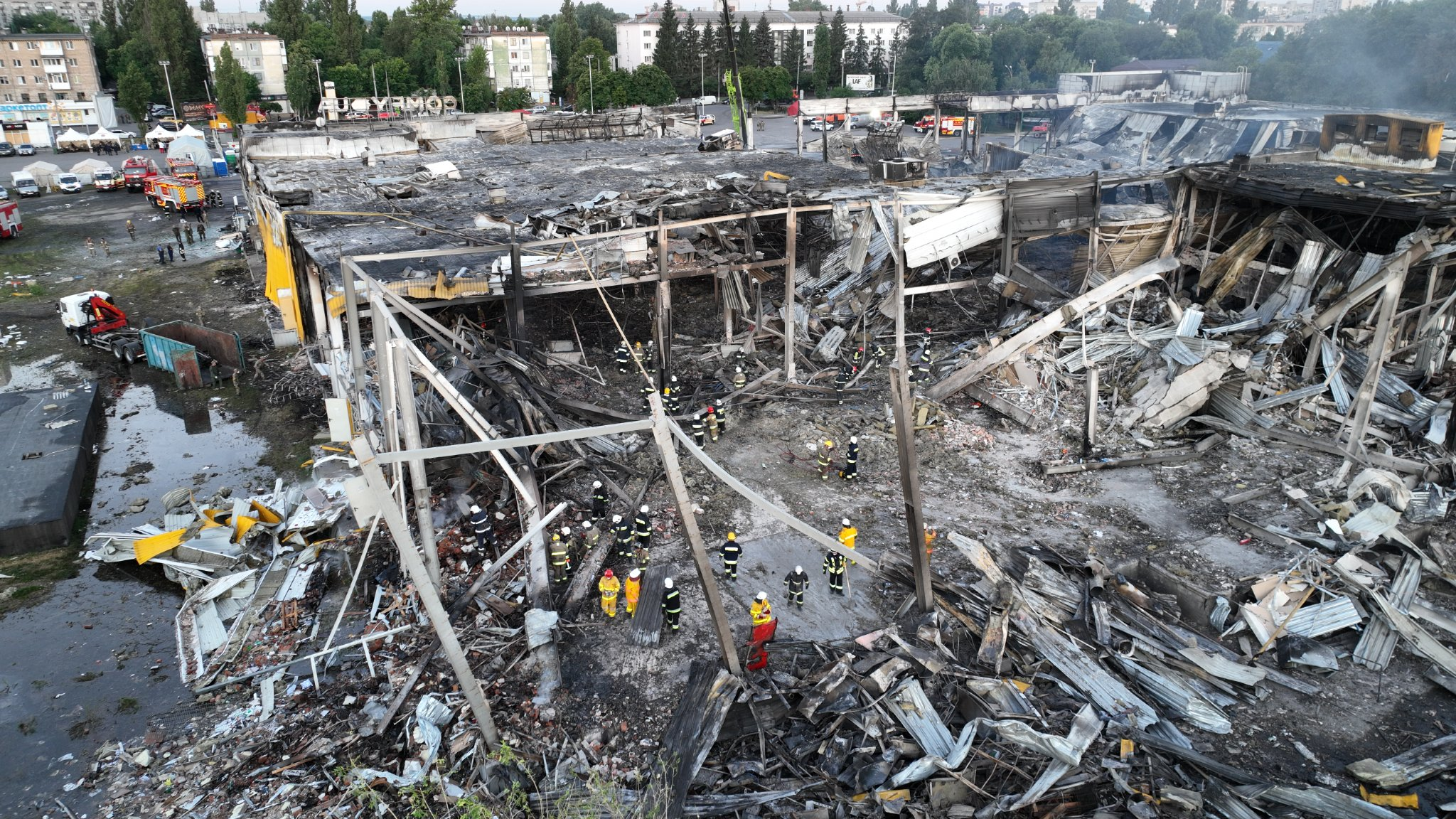

2022년 6월 27일, 러시아 연방군은 Kh-22 순항 미사일 2발을 폴타바주 크레멘추크 중심부로 발사해 크레드마쉬 도로 기계 공장과 바로 인접한 암스토 쇼핑몰을 타격했다. 화재가 발생했고 그 공격으로 최소 20명이 사망하고 최소 59명이 부상당했다. 러시아 언론과 관리들은 이번 공격에 대해 상충되는 이야기를 전했다.

## 배경
암스토(Amstor) 쇼핑센터에서 발생한 폭발은 2022년 2월 러시아의 본격적인 침공이 시작된 이후 크레멘추크에 대한 다섯 번째 공격이었다. 6월 27일의 공격으로 가장 많은 사상자가 발생했다. 이전 공격은 4월 2일, 24일, 5월 12일, 6월 18일에 발생했다.
러시아의 우크라이나 침공 이전에 크레멘추크는 약 217,000명의 주민이 거주하는 산업 도시였으며 쇼핑몰에서 약 10km 떨어진 곳에 국가 최대의 정유소가 있었다. 피해를 입은 쇼핑몰은 도심에 위치해 있으며 면적은 약 1헥타르(10,000m2)에 이른다.

## 같이 보기
- 크라마토르스크역 미사일 공격
- 키이우 쇼핑센터 폭격
- 러시아의 우크라이나 침공에서 러시아가 저지른 전쟁 범죄